# Torboszczury
Torboszczury (Peroryctinae) – monotypowa podrodzina ssaków z rodziny jamrajowatych (Peramelidae).

## Rozmieszczenie geograficzne
Podrodzina obejmuje gatunki występujące na Nowej Gwinei.

## Morfologia
Długość ciała 27,5–55,8 cm, długość ogona 9,5–22,9 cm; masa ciała 0,65–4,9 kg; samce są większe i cięższe od samic.

## Systematyka
Podrodzinę (w randze rodziny) wyodrębnili w 1990 roku australijscy teriolodzy Colin Peter Groves i Tim Flannery, w rozdziale o tytule Ponowne omówienie rodzin i rodzajów jamrajów opublikowanym w publikacji zatytułowanej Jamraja i wielkouchy. Rodzaj Peroryctes zdefiniował w 1906 roku angielski zoolog Oldfield Thomas w artykule zatytułowanym O ssakach zebranych w południowo-zachodniej Australii dla pana W.E. Balstona, opublikowanym w czasopiśmie „Proceedings of the Zoological Society of London”. Gatunkiem typowym jest (oryginalne oznaczenie) torboszczur ciemny (P. raffrayana).

### Etymologia
- Peroryctes: gr. πηρα pēra ‘kieszeń, torba’[11]; oρυκτης oruktēs ‘kopacz’, od ορυσσω orussō ‘kopać’[12].
- Lemdubuoryctes: Lemdubu, Wyspy Aru, Indonezja; gr. ορυκτης oruktēs ‘kopacz’[4]. Gatunek typowy (oznaczenie monotypowe): †Lemdubuoryctes aruensis Kear, Aplin & Westerman, 2016.

### Podział systematyczny
Do podrodziny należy jeden rodzaj torboszczur z następującymi występującymi współcześnie gatunkami:
| Grafika | Gatunek                | Autor i rok opisu        | Nazwa zwyczajowa    | Podgatunki         | Rozmieszczenie geograficzne                                                                                | Podstawowe wymiary                           | Status IUCN |
| ------- | ---------------------- | ------------------------ | ------------------- | ------------------ | --- | -------------------------------------------- | ----------- |
|         | Peroryctes broadbentii | (E.P. Ramsay, 1879)      | torboszczur większy | gatunek monotypowy | endemit Papui- Nowej Gwinei: południowo-wschodnia półwyspowa część; zakres wysokości: 50–1000 m n.p.m.     | DC: 34–56 cm DO: 9,5–23 cm MC: 0,9–4,9 kg    | EN          |
|         | Peroryctes raffrayana  | (A. Milne-Edwards, 1878) | torboszczur ciemny  | gatunek monotypowy | Indonezja i Papua-Nowa Gwinea: większość Nowej Gwinei oraz wyspa Yapen; zakres wysokości: 50–3900 m n.p.m. | DC: 27–39 cm DO: 13,2–17,9 cm MC: 0,6–1,1 kg | LC          |

Kategorie IUCN:  LC  – gatunek najmniejszej troski,  EN  – gatunek zagrożony.
Opisano również wymarły gatunek z plejstocenu–holocenu indonezyjskiej wyspy Kobroor:
- Peroryctes aruensis (Kear, Aplin & Westerman, 2016)